# Cornillon-sur-l'Oule
Cornillon-sur-l'Oule is een gemeente in het Franse departement Drôme (regio Auvergne-Rhône-Alpes) en telt 72 inwoners (2009). De plaats maakt deel uit van het arrondissement Nyons.

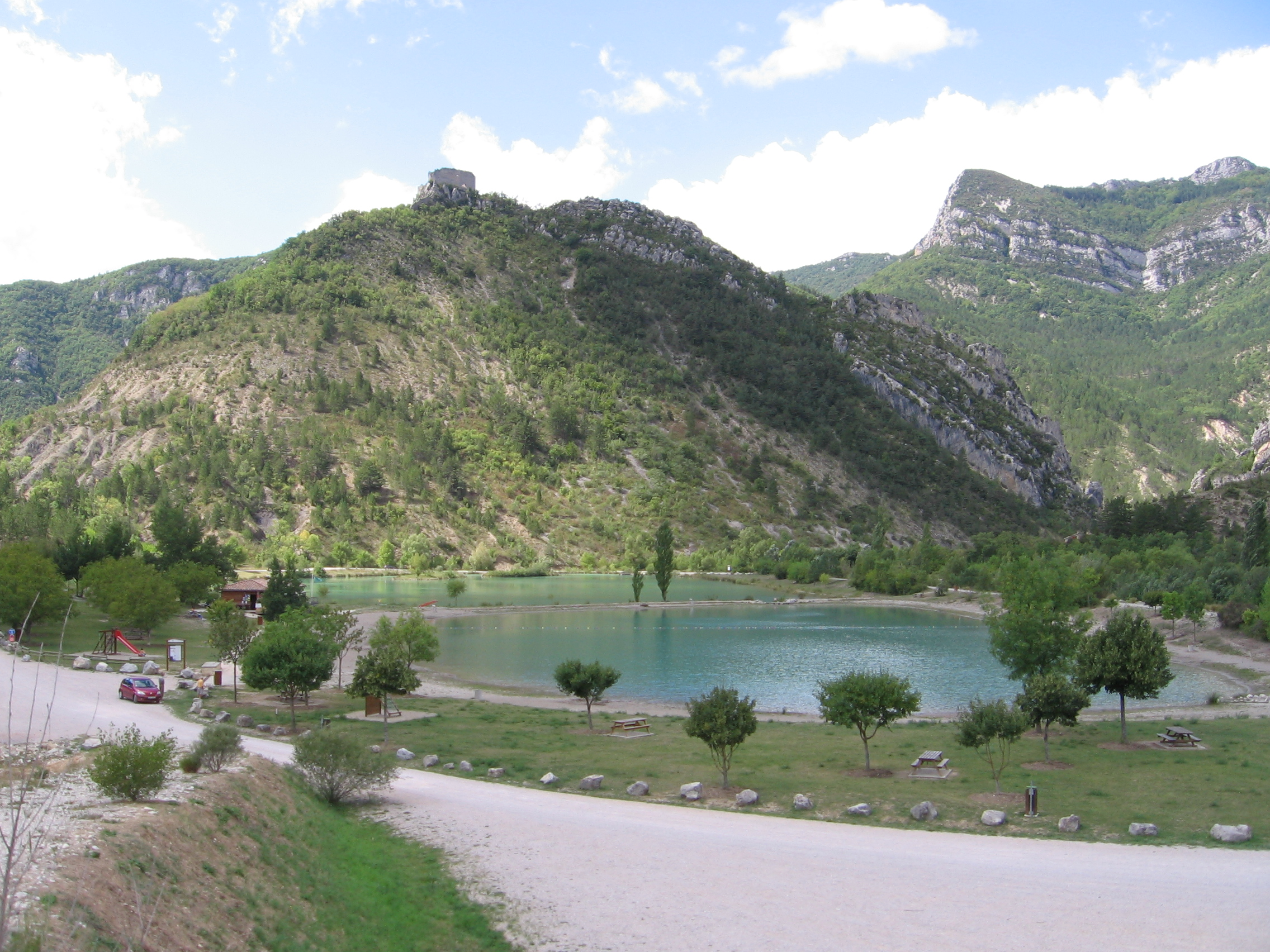
Twee meertjes waar men (tegen betaling) mag ontspannen. Een meer is gereserveerd om te vissen. Honden verboden.

## Geografie
De oppervlakte van Cornillon-sur-l'Oule bedraagt 13,6 km², de bevolkingsdichtheid is dus 5,3 inwoners per km².

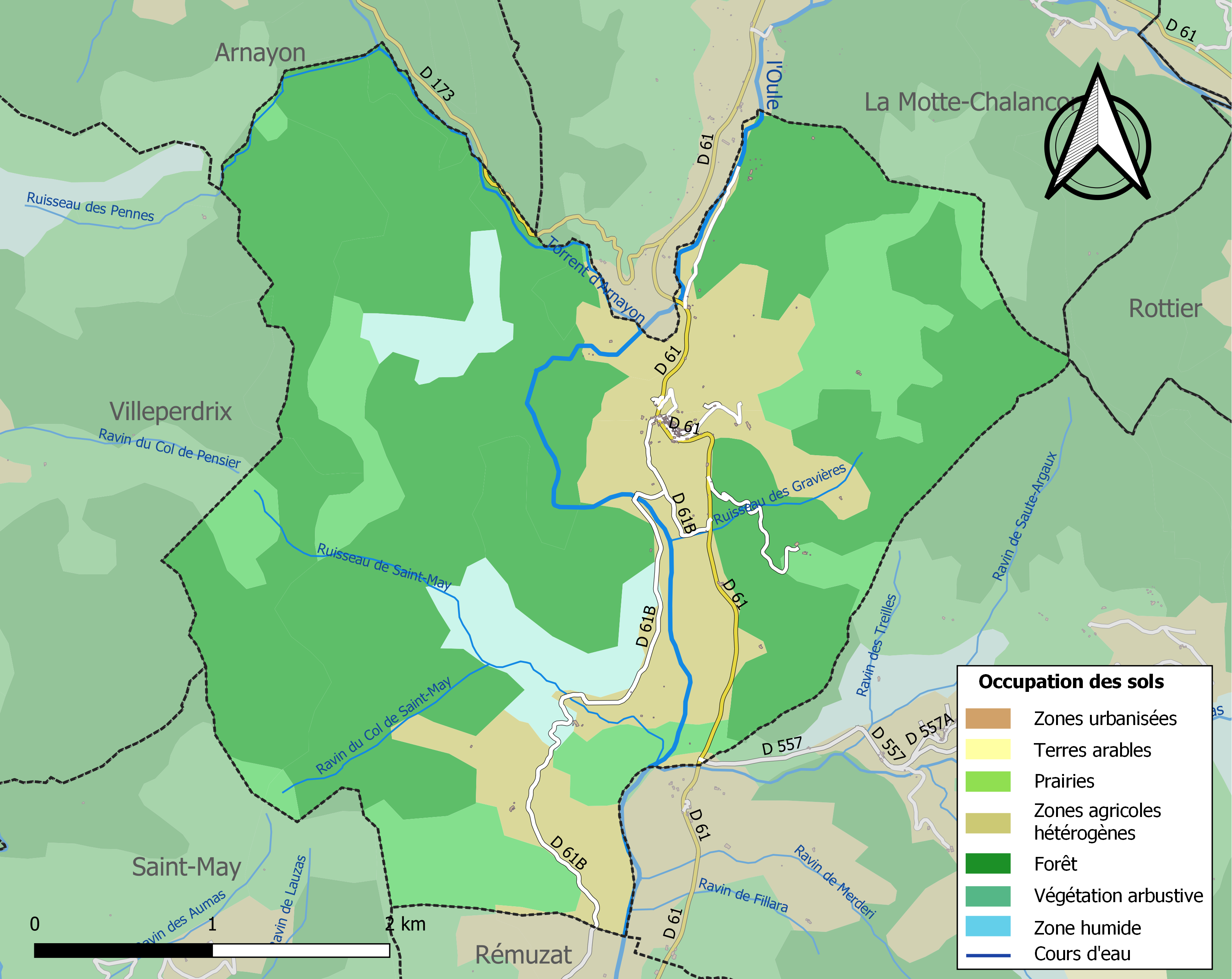
Kaart van de gemeente met belangrijkste infrastructuur, bodemgebruik en omliggende gemeenten

Het ligt aan het riviertje Oule.

## Demografie
Onderstaande figuur toont het verloop van het inwonertal (bron: INSEE-tellingen).